# Cryphia cyanympha
Cryphia cyanympha là một loài bướm đêm trong họ Noctuidae.